# Dolmen von Brangoly
Der Dolmen von Brangoly, oder Bragoly bzw. Brangoli (auch d'en Caballer, Cova del Camp de la Marunya oder Dolmen d’Enveitg genannt) ist ein Ortsteil von Enveitg im äußersten Westen des Département Pyrénées-Orientales in Frankreich nahe der Grenze zu Spanien. Dolmen ist in Frankreich der Oberbegriff für Megalithanlagen aller Art (siehe: Französische Nomenklatur).
Die Deckenplatte des klassischen Dolmen ohne Reste seines Grabhügels ist zerbrochen, wird aber durch vertikale Platten gehalten und bildet noch immer eine Kammer. Die Zeit der Errichtung des Dolmens ist nicht zu bestimmen, aber er scheint aus dem 2. Jahrtausend v. Chr. zu stammen.
Der Dolmen von Bragoly ist seit 1976 französisches Kulturdenkmal.